# Василь Михайлович Санґушко

герб Погонь литовська

Василь Михайлович Санґушко Ковельський (? — бл. 1558) — князь, державний та військовий діяч Великого князівства Литовського. Предстаник Ковельської гілки роду Сангушків. В 1508 році згаданий в джерелах як придворний короля, в 1543 році — державець свіслоцький. Ктитор (патрон) Василівської церкви-ротонди у Володимирі.
Був 2 рази одружений. Перша дружина — ймовірно, Анна Скорутянка (шлюб після 1530 року), діти:
- Григорій — чоловік Настасії Горностай
- Ганна — дружина князя Юрія Головні-Острожецького
- Марина — дружина Миколи Кунца
- МАгдалена — дружина: 1) Івана Кміти Стретовича-Березовицького; 2) Григорія Воловича — каштеляна новогродського.

Друга дружина — Софія Лозчанка Боговитинівна (шлюб після 1543 року, †по 1564).

## Володіння
Старі й Нові Кошари, Кругель, Краснодуб’я знаходились у власності князів Сангушків Кошарських. Частина сіл була в держанні дрібних бояр чи шляхти.
У 1542 році ковельський князь Василь Михайлович Сангушко видав «жалувану грамоту» Демиду Войткевичу на володіння дворищем в с. Мощена за умови несення військової служби.
У 1543 році відбувся обмін маєтностями між князем Василем Сангушком та дружиною польського короля Сигізмунда І, італійкою, королевою Боною, затверджений грамотою короля Сигізмунда (Жигимонта). Унаслідок обміну Ковельський маєток і с. Мощена, передано у власність королеви Бони.